# Primorsko-Achtarsk
Primorsko-Achtarsk (Примо́рско-Ахта́рск) is een havenplaats aan de Zee van Azov. Het is de hoofdplaats van het district Primorsko-Achtarsk van provincie (kraj)  Krasnodar van Rusland. De plaats werd in 1829 gesticht.